# Akercocke
Akercocke er et britisk progressiv blackened death metal-band. De har taget deres navn efter en talende abe i Robert Nyes fortolkning af legenden om Faust, og er kendt for deres voldsomt sataniske og seksuelle sangtekster.

## Diskografi
- 1999: Rape of the Bastard Nazarene
- 2001: The Goat of Mendes
- 2003: Choronzon
- 2005: Words That Go Unspoken, Deeds That Go Undone
- 2007: Antichrist

## Medlemmer
- Jason Mendonca – Vokal, guitar
- David Gray – Trommer
- Matt Wilcock – Guitar
- Peter Benjamin – Bas
- Martin Bonsoir – Keyboard/Sampler

### Tidligere medlemmer
- Martin Bonsoir – Cello, keyboards (1999 – 2001)
- Paul Scanlan – Guitar (1997 – 2005)
- "The Ritz" – Keyboards (2001 – 2006)
- Peter Theobalds – Bas (1997 – 2007)